# Jordan Adams
Jordan Adams (Atlanta, 8 de julho de 1994) é um jogador norte-americano de basquete profissional que atualmente joga pelo Iowa Energy, disputando a National Basketball Association (NBA D-League). Foi draftado em 2014 na primeira rodada pelo Memphis Grizzlies.